# Посад
Поса́д (также подо́л) — первоначально населённая посадскими людьми территория за пределами укреплённого княжеского, боярского или церковного поселения (кремля, детинца, монастыря).
Посадом являлась та часть, к которой будущий город прирастал, где обычно находилось торжище и ремесленные слободы. В литературе встречаются и другие названия посадов — устаревшее поса́да, предградье, предместье. Посады, население которых находилось на государственной службе, назывались слободами. В более позднюю эпоху посадами назывались рядовые, не уездные города. 
Во время нашествий или войн укрепления монастырей, крепостей служили убежищем для населения посадов (слобод). По мере увеличения территорий посадов, уже посады (слободы) окружались укреплениями (рвами, валами или стенами (деревянными, каменными и так далее), образуя круги укреплений вокруг укреплений и превращаясь в окольные города-крепости. Например, у Московского Кремля возникли посады, обратившиеся в укреплённые окольные города: Китай, Белый и Земляной. Посадские люди позднее становились городскими сословиями — ремесленниками, купцами, мещанами, цеховыми. По Уложению царя Алексея Михайловича посадские были прикреплены к своим посадам, как и крестьяне к своим пахотным землям, хотя первоначально на Руси посадские, подобно крестьянам, имели свободу перехода в иные сословия.

## История
Торгово-промышленная часть города (посад), расположенная вне городской крепостной стены, во время нападения врага, обыкновенно, полностью уничтожалась — если не врагом, то пожаром. Жители посада зачастую сами сжигали все постройки, чтобы не оставить врагу материала для возведения осадных приспособлений. Население посада или укрывалось в кремле, или оставалось на милость нападавших (если кремль был небольшим, либо враг подходил неожиданно, так что ворота крепости приходилось закрывать в спешке). Иногда, в зависимости от города, посад делился на слободы и сотни. От слова «посад» произошло название ремесленного и торгового населения городов — посадские люди. Торгово-промышленные поселения меньшего размера в Древней Руси назывались рядками.
В Древнерусском государстве посад назывался (первоначально) подолом (от расположения посада ниже города-крепости, построенного как правило, на горе). Примерно с XIII века за ними утверждается название «посад».
Название посад закрепляется в Северно-Восточной Руси в XII—XIII веках. Жители посадов (слобод) собирались на сходы по каким-либо вопросам, где не только выбирали из своих соседей «добрых людей», таких как земские старосты, целовальники, окладчики, в орган самоуправления посадом, но и решали вопросы всей повседневной жизни. При этом основной функцией земских старост все же был сбор налогов, а также взаимодействие с органами власти той или иной территории государства.
«На посаде улицы взяти в опришнину от Москвы реки: Чертолскую улицу и з Семчиньским селцом и до всполья, да Арбацкую улицу по обе стороны и с Сивцовым Врагом и до Дорогомиловского всполия, да до Никицкой улицы половину улицы, от города едучи левою стороною и до всполия…».
Позже посадами стали называть населённые пункты с торгово-промышленным населением, но не имеющие статуса города, в средние века — без крепости. Во время административно-территориальной реформы 1923—1929 годов были названы посёлками городского типа.
Слово «посад» сохранилось в названиях некоторых населённых пунктов и центральных микрорайонов городов, например:
- Гаврилов Посад
- Мариинский Посад
- Павловский Посад
- Сергиев Посад
- Опеченский Посад
- Казанский посад
- и другие.

## Список посадов Российской империи
Список посадов Российской империи на 1910 год:
- Архангельская губерния: Лудский, Ненокский, Сумский, Унский
- Бессарабская губерния: Вилково, Папушой, Тузлы, Турлаки, Шабо
- Владимирская губерния: Гаврилов
- Войска Донского область: Азов
- Вологодская губерния: Верховажский
- Казанская губерния: Мариинский, Троицкий
- Костромская губерния: Большие Соли, Парфентьев, Пучеж
- Московская губерния: Павловский, Сергиевский
- Новгородская губерния: Крохино, Малая Вишера, Опеченский
- Оренбургская губерния: Сеитовский
- Псковская губерния: Александровский, Изборск, Сольцы
- Самарская губерния: Мелекесс
- Саратовская губерния: Дубовка
- Симбирская губерния: Алатырский Ямской посад
- Тверская губерния: Погорелое Городище, Селижарово
- Херсонская губерния: Березняговатый, Богоявленск, Висунск, Воскресенск, Калиновка, Новая Прага, Ново-Украинка, Покровск
- Черниговская губерния: Ардонь, Воронок, Добрянка, Елионка, Климов, Клинцы, Лужки, Митьковка, Млынка, Свяцкая, Чуровичи, Шеломы
- Ярославская губерния: Норский